# الدار نمازوف
الدار نمازوف (ترکی آذربایجانی: Eldar Namazov Saqif oğlu؛ زادهٔ ۲۳ دسامبر ۱۹۵۶) سیاست‌مدار اهل جمهوری آذربایجان است.